# Campionato europeo C di football americano Under-19 2022
Il campionato europeo C di football americano Under-19 2022 è stato la prima edizione del campionato europeo di football americano di terzo livello per squadre nazionali maschili Under-19.

## Stadi
Distribuzione degli stadi del campionato europeo C di football americano Under-19 2022
| Praga                      | Na Podvinném mlýně |
| Na Podvinném mlýně         | Na Podvinném mlýně |
| 50°06′32.71″N 14°29′16.1″E | Na Podvinném mlýně |
| Capacità:                  | Na Podvinném mlýně |
| Altitudine:                | Na Podvinném mlýně |
|                            | Na Podvinném mlýně |

## Squadre partecipanti
| Pr. | Squadra        | Data di qualificazione | Qualificata in quanto | Ultima partecipazione |
| --- | -------------- | ---------------------- | --------------------- | --------------------- |
| 1   | Germania U-19  |                        |                       | Francia 2017          |
| 2   | Rep. Ceca U-19 |                        |                       | Svezia 2006           |
| 3   | Svizzera U-19  |                        |                       | Germania 1998         |
| 4   | ( Belgio U-19) |                        |                       | -                     |

## Risultati
| Praga 6 luglio 2022, ore 15:00 | Rep. Ceca | 0 – 47 (0-14 0-20 0-6 0-7) referto | Germania | Na Podvinném mlýně |

| Praga 9 luglio 2022 | Germania | 78 – 9 referto | Svizzera | Na Podvinném mlýně |

| Praga 12 luglio 2019 | Rep. Ceca | 27 – 23 (14-10 6-0 0-7 7-6) referto | Svizzera | Na Podvinném mlýně |

## Verdetti
| Vincitore del campionato europeo C Under-19 2022 Germania U-19 (1º titolo) |